# Bravade de Saint-Tropez
La bravade de Saint-Tropez est une fête patronale et traditionnelle organisée chaque année au mois de mai dans la commune de Saint-Tropez, dans le département français du Var.

## Présentation
La bravade est organisée par la municipalité et l'association des amis de la Bravade et des traditions tropéziennes.
Chaque année le 16 mai, le maire remet en compagnie du maire de Pise la pique au Capitaine de Ville élu le lundi de Pâques pour une année. Des salves de fusils sont tirées par les marins et des coups de tromblons tirés par les mousquetaires. Le curé bénit les armes. Les Gardes-Saint sortent la statue de saint Tropez de l'église Notre-Dame-de-l'Assomption de Saint-Tropez et l'emmènent en procession au son des cloches, fifres, clairons et tambours dans le nuage de poudre des coups de tromblons des bravadeurs disposés en cercle. Le lendemain, c'est la messe des mousquetaires, suivi de la procession, les bravadeurs ont cette fois le sabre au clair sur laquelle est fixé un petit bouquet béni. Les tropeziennes habillées en costume et les bravadeurs suivis des autorités et de la population partent en procession dans les rues de la ville

### Historique
En l'an 68 après Jésus-Christ, le chevalier Torpes (saint Tropez de Pise), natif de Pise, intendant de l’empereur Néron, se convertit au christianisme. Comme il refusait de renier sa nouvelle foi, Néron, furieux, ordonna de le décapiter. Sa tête, après avoir été précipitée dans l'Arno, fut recueillie par des mains pieuses ; elle est aujourd'hui à Pise. Son corps, placé entre un coq et un chien au fond d'une barque vermoulue, fut abandonné au gré des flots et vint s'échouer le 17 mai sur les rivages d'Héracléa (ancien nom de Saint-Tropez, ce dernier dérivé de Torpès).
Pendant de nombreuses années, les pirates écumèrent les côtes méditerranéennes. Il devint nécessaire d'avoir un chef de guerre et, en 1558, le conseil de la communauté décida de désigner sous le nom de capitaine de ville, le chef de la milice locale chargé de recruter et commander les hommes nécessaires à la défense de la cité. Depuis 1558, chaque lundi de Pâques, le conseil municipal procède à l'élection d'un capitaine de ville. Pendant plus d'un siècle, les capitaines de ville et leur milice tropézienne assurèrent la défense locale et s'opposèrent victorieusement aux nombreuses attaques venues aussi bien de l'intérieur que de l'extérieur. Les pouvoirs qui leur étaient reconnus dans la ville de Saint-Tropez furent confirmés par des lettres patentes de tous les rois de France jusqu'à Louis XIV. Sous le régime de celui-ci, la milice locale fit place à une garnison royale installée à la citadelle.
Mais en cessant de faire usage de leurs armes pour la défense de leur cité, les Tropéziens les conservèrent pour honorer leur saint patron. Le capitaine de ville continua à se mettre à la tête de la Bravade, grande fête patronale du 17 mai, et les habitants ne furent que plus zélés à reprendre ce jour-là le costume et les armes qu'ils avaient jusqu'alors portés. Depuis, la ville de Saint-Tropez voit chaque année ses habitants en armes revêtir leurs uniformes de soldats et marins et faire retentir leurs tromblons et fusils en l'honneur du saint, comme à l'époque où ils allaient au combat ou à celle où, en pareil jour de fête, ils protégeaient d'attaques éventuelles la procession se rendant à la chapelle de Saint-Tropez située hors les murs.aussi appelée Chapelle Sainte Anne. 
Cette Bravade, issue des libertés de Saint-Tropez, communion de toute une population dont l'histoire lointaine ou récente n'est qu'héroïsme et fidélité, s'est perpétuée intacte jusqu'à nos jours.
À partir de la « Grande Guerre », aucune bravade n'est plus organisée sur le territoire des départements du Var et des Alpes-Maritimes. Elles reprennent trois ans après l'armistice, grâce à la volonté du Capitaine de Ville de 1921, Jean-Baptiste Sanmartin, futur Cépoun major, qui a permis aux rescapés de surmonter les souvenirs douloureux du massacre pour commémorer à nouveau les faits d'arme de la milice du bailli de Suffren.
Alors que seuls les membres des familles tropéziennes sont admis à tenir cette charge, Victor Tuby, félibre et sculpteur cannois, prend place en 1925, revêtu d'un habit d'officier supérieur (directeur de service de santé de la marine modèle 1891), à la tête du corps d'élite des gardes-saint de la bravade de Saint-Tropez. Son influence et celle de Joseph Clamon ont entraîné la renaissance des traditions provençales.